# Val Bedretto
Val Bedretto är en dal i Schweiz.   Den ligger i kantonen Ticino, i den sydöstra delen av landet, 100 km sydost om huvudstaden Bern.
Trakten runt Val Bedretto består i huvudsak av gräsmarker. Runt Val Bedretto är det mycket glesbefolkat, med 3 invånare per kvadratkilometer.